# Landsortsleden

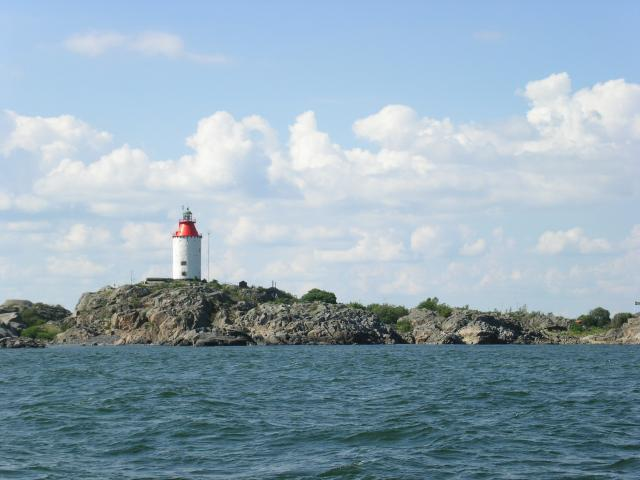
Landsorts fyr vid Landsortsleden, 2003.

Landsortsleden är den södra av de stora farlederna in till Stockholms hamnar.
Landsortsleden sträcker sig från Landsort och Danziger gatt genom Stockholms södra och mellersta skärgård i nordöstlig riktning väster om Utö, Ornö, Nämdö och Runmarö till Kanholmsfjärden där den förenar sig med Sandhamnsleden.